# Yuval Sharon
Yuval Sharon (geboren 1979 in Naperville, bei Chicago, Illinois) ist ein amerikanischer Opern- und Theaterregisseur.

## Leben
Yuval Sharons Eltern stammen aus Israel. Er studierte Englische Literaturwissenschaft mit den Nebenfächern Dramaturgie und Slawische Literaturwissenschaft an der University of California, Berkeley. Erste Erfahrungen als Regieassistent sammelte er unter anderem bei Saint François d’Assise an der Deutschen Oper Berlin, bei Aida bei den Bregenzer Festspielen und bei Achim Freyers Ring in Los Angeles. Seine erste Inszenierung folgte 2003 mit der Orestie beim Ensemble Theater Faction. 
2012 war Sharon Associate Director von Graham Vick bei der Uraufführung von Karlheinz Stockhausens Mittwoch aus Licht während der London 2012 Cultural Olympics. Er ist Gründer und Künstlerischer Leiter der freien Theatergruppe The Industry in Los Angeles, wo seine Uraufführung der Hyperoper Crescent City von Anne LeBaron 2012 und der Oper Invisible Cities von Christopher Cerrone 2013 für Aufsehen sorgte. Gemeinsam mit Jessye Norman, Meredith Monk & Joan La Barbara brachte er 2013 die Song Books von John Cage auf die Bühne, die in Miami, San Francisco und in der Carnegie Hall aufgeführt wurden.
Zu seinen neueren Arbeiten zählt Péter Eötvös’ Tri Sestri an der Wiener Staatsoper.
Seine Inszenierung der Oper Doctor Atomic von John Adams 2014 am Staatstheater Karlsruhe erhielt den Götz-Friedrich-Preis. 2017 wurde Sharon eine MacArthur Fellowship zugesprochen.
Für das Cleveland Orchestra unter Franz Welser-Möst schuf Sharon eine halbszenische Film-Fassung von Leoš Janáčeks Schlauem Füchslein.
2018 inszenierte er Richard Wagners Lohengrin bei den Bayreuther Festspielen unter der musikalischen Leitung von Christian Thielemann.
Im September 2020 wurde er zum Gary L. Wasserman Artistic Director der Detroit Opera berufen. Im Jahr 2024 wurde dieser Vertrag bis 2028 verlängert.

## Publikationen
- Yuval Sharon: A New Philosophy of Opera. Liveright, New York 2024, ISBN 978-1-63149-686-8.